# 姜黄烯
姜黄烯是一种红没药烷型倍半萜，首次从郁金根茎精油中发现，化学式C15H22，可见于馬纓丹、蜘蛛香、短舌匹菊以及姜等植物的精油中。其有R型和S型两种构型，(S)-(+)-姜黄烯为郁金根茎精油的成分，也是一些珊瑚的气味物质。(R)-(-)-姜黄烯对烟草粉虱等粉虱有驱赶效果。